# Lepidopora biserialis
Lepidopora biserialis är en nässeldjursart som beskrevs av Stephen D. Cairns 1986. Lepidopora biserialis ingår i släktet Lepidopora och familjen Stylasteridae. Inga underarter finns listade i Catalogue of Life.